# Suicidio in India
Il tasso di suicidio in India è leggermente superiore alla media mondiale: del milione e mezzo di persone che si tolgono la vita annualmente nel pianeta un buon 20% sono indiani, corrispondente all'incirca al 17% della popolazione mondiale.
Negli ultimi decenni il tasso suicidario è aumentato da 7,9 a 10,3 suicidi ogni 100.000 abitanti, con tassi anche molto più elevati in alcune regioni del sud del Paese.
In uno studio pubblicato nel giugno 2012 sulla rivista scientifica The Lancet il numero stimato di suicidi in India nel 2010 è stato di circa 187.000; la maggior percentuale di decessi per suicidio in età post-infantile si sono verificati nella fascia d'età compresa tra i 15 e i 29 anni.

## Statistiche

### Divario geografico
Vi è un notevole divario geografico nel numero di suicidi che avvengono negli stati federati del sud dell'India (Kerala, Karnataka, Andhra Pradesh e Tamil Nadu), che hanno un tasso superiore a 15, rispetto a quelli del nord (Punjab, Uttar Pradesh, Bihar, Jammu e Kashmir) con un tasso che è inferiore a 3.

### Età
La maggioranza relativa dei suicidi (il 37,8%) avviene sotto i 30 anni, mentre il 71% del totale delle morti volontarie è attuato da persone di un'età inferiore ai 44 anni.

### Violenza domestica e suicidi
Vi è una stretta correlazione (almeno per il 64% dei casi) tra violenza domestica commessa contro le donne e loro rispettivi tentativi di suicidio, e il 40% delle donne che si sono suicidate come conseguenza della violenza domestica subita sono indiane.

### Metodi adottati
I metodi più comuni utilizzati per suicidarsi in India sono l'avvelenamento (36,8%), l'impiccamento (32,1%) e auto-immolazione (7,9%).

### Motivazioni politiche
I suicidi motivati da un'ideologia pensiero di tipo politico sono raddoppiati tra il 2006 e il 2008.

## Prevenzione
Uno studio approfondito datato 2003 ha suggerito in tre le cause principali del suicidio in India: l'isolamento individuale, la disgregazione sociale e i disturbi mentali. Tutta una serie di applicazioni di politiche statali ha inoltre condotto a una sensibile diminuzione dei suicidi tra gli agricoltori del Karnataka; problemi causati da conseguenze di cattivi raccolti, pessime condizioni sociali e sfruttamento lavorativo hanno portato molti contadini verso il suicidio.